# Speocera
Speocera is een geslacht van spinnen uit de  familie van de Ochyroceratidae.

## Soorten
- Speocera amazonica Brignoli, 1978
- Speocera apo Deeleman-Reinhold, 1995
- Speocera asymmetrica Tong & Li, 2007
- Speocera bambusicola Brignoli, 1980
- Speocera berlandi (Machado, 1951)
- Speocera bicornea Tong & Li, 2007
- Speocera bismarcki (Brignoli, 1976)
- Speocera bosmansi Baert, 1988
- Speocera bovenlanden Deeleman-Reinhold, 1995
- Speocera bulbiformis Lin, Pham & Li, 2009
- Speocera caeca Deeleman-Reinhold, 1995
- Speocera capra Deeleman-Reinhold, 1995
- Speocera crassibulba Deeleman-Reinhold, 1995
- Speocera dayakorum Deeleman-Reinhold, 1995
- Speocera debundschaensis Baert, 1985
- Speocera decui Dumitrescu & Georgescu, 1992
- Speocera deharvengi Deeleman-Reinhold, 1995
- Speocera eleonorae Baptista, 2003
- Speocera fagei (Berland, 1914)
- Speocera feminina (Machado, 1951)
- Speocera indulgens Deeleman-Reinhold, 1995
- Speocera irritans Brignoli, 1978
- Speocera jacquemarti Baert & Maelfait, 1986
- Speocera javana (Simon, 1905)
- Speocera jucunda Brignoli, 1979
- Speocera karkari (Baert, 1980)
- Speocera krikkeni Brignoli, 1977
- Speocera laureata Komatsu, 1974
- Speocera leclerci Deeleman-Reinhold, 1995
- Speocera machadoi Gertsch, 1977
- Speocera microphthalma (Simon, 1892)
- Speocera minuta (Marples, 1955)
- Speocera molesta Brignoli, 1978
- Speocera naumachiae Brignoli, 1980
- Speocera octodentis Tong & Li, 2007
- Speocera pallida Berland, 1914
- Speocera papuana (Baert, 1980)
- Speocera parva Deeleman-Reinhold, 1995
- Speocera phangngaensis Deeleman-Reinhold, 1995
- Speocera pongo Deeleman-Reinhold, 1995
- Speocera ranongensis Deeleman-Reinhold, 1995
- Speocera songae Tong & Li, 2007
- Speocera stellafera Deeleman-Reinhold, 1995
- Speocera suratthaniensis Deeleman-Reinhold, 1995
- Speocera taprobanica Brignoli, 1981
- Speocera transleuser Deeleman-Reinhold, 1995
- Speocera troglobia Deeleman-Reinhold, 1995
- Speocera vilhenai Machado, 1951